# 孫宥
孫宥（1485年—？年），字敬甫，河南汝宁府新蔡縣人，民籍。明朝政治人物。同進士出身。

## 生平
治《詩經》，行二，河南鄉試第七十六名舉人，年三十九歲中式嘉靖二年（1523年）癸未科會試第三百十五名，第三甲第八十五名進士。官山东章丘县知县。

## 家族
曾祖孫榮。祖父孫學。父孫璉，知县。母曹氏，继母张氏。重庆下。兄孫寵、弟孫寶、孫定。